# Château de San Pedro de la Roca
Pour les articles homonymes, voir Roca.
Le Château de San Pedro de la Roca (en espagnol : Castillo de San Pedro de la Roca), aussi familièrement appelé Castillo del Morro, est une forteresse sur la côte de Santiago de Cuba à Cuba. Il se situe à 10 km du centre-ville de Santiago et surplombe la baie.
Il est inscrit au patrimoine mondial de l'UNESCO depuis 1997.

## Histoire
La forteresse a été conçue en 1637 par Juan Bautista Antonelli "El Mozo" (1585-1649, petit-fils du célèbre ingénieur militaire d'origine milanaise Juan Bautista Antonelli) pour le gouverneur de la ville, Pedro de la Roca y Borja, comme moyen de défense contre les raids des pirates. Une fortification antérieure, plus petite, avait été construite entre 1590 et 1610. Le plan d'Antonelli a été adapté à la situation de la forteresse sur les pentes abruptes du promontoire (le morro à partir duquel la forteresse tire son nom) pour atteindre la baie. Il a été construit sur une série de terrasses. Les fournitures étaient livrées par voie maritime, puis stockées dans le grand entrepôt, qui a été creusé directement dans la roche, ou transportées au plus haut niveau qui abritait la citadelle. La construction de la citadelle a duré 42 ans, à partir de 1638 pour être finalement achevée en 1700. 
Alors que la forteresse était encore en cours de construction en 1662, les flibustiers anglais sous la direction de Christopher Myngs ont pris le contrôle de Santiago pour deux semaines et pendant leur séjour ont détruit en partie la fortification et fait main basse sur l'artillerie. Après leur départ, le gouvernement espagnol a ordonné la reconstruction de la partie endommagée de la forteresse et a augmenté la garnison à 300 hommes. Entre 1663 et 1669, les ingénieurs Juan Císcara Ibáñez, Juan Ramirez Císcara et Francisco Perez ont travaillé sur la réparation des dommages et afin d'améliorer les fortifications, ont procédé au renforcement des flancs et à la construction d'une nouvelle plate-forme d'artillerie. En 1678, la citadelle a repoussé l'attaque d'une escadre française et en 1680 celle menée par 800 hommes dirigée par Franquesma, le commandant en second des flibustiers des Antilles.
Entre 1675 et 1692, la forteresse a été endommagée par une série de tremblements de terre et la reconstruction a dû être réalisée sous la direction de Francisco Pérez entre 1693 et 1695. De 1738 à 1740 la poursuite des travaux a été réalisée par l'ingénieur Antonio Arredondo, qui a élargi la citadelle et complété une partie des plates-formes inachevées, avec Juan Martín Cermeño et Francisco Calderín pour faire les dernières modifications à la structure qui avait été à nouveau endommagée par des séismes entre 1757 et 1766.
En 1775, la crainte d'une attaque diminuant, les parties de la forteresse connues sous le nom de Rocher (la Roca) et l'étoile (la Estrella) ont été converties en une prison pour prisonniers politiques, alors que le reste de la forteresse continuait à servir de base militaire. La citadelle a de nouveau été utilisée comme forteresse en 1898 lorsque les États-Unis ont attaqué la flotte de Santiago de Cuba pendant la guerre hispano-américaine.

## Galerie

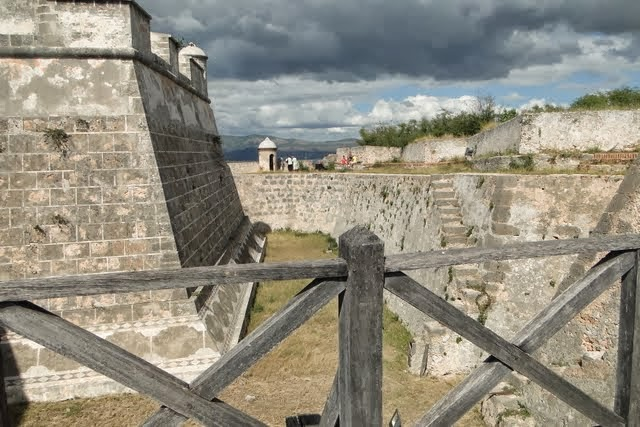
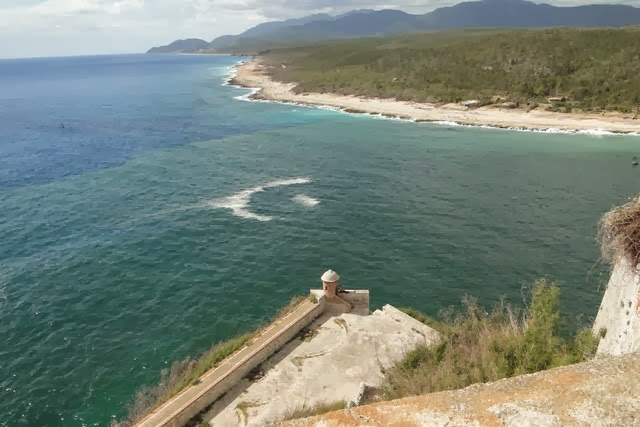
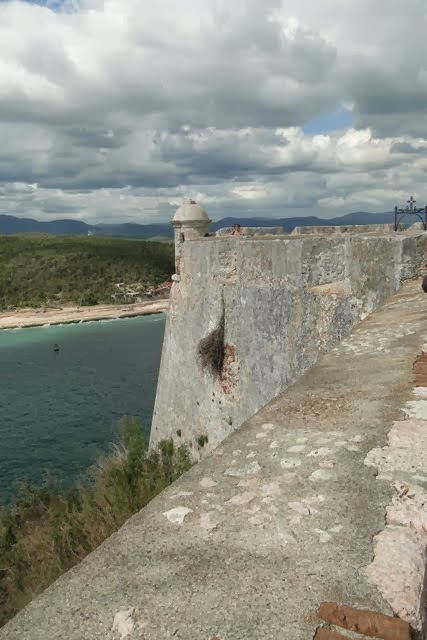
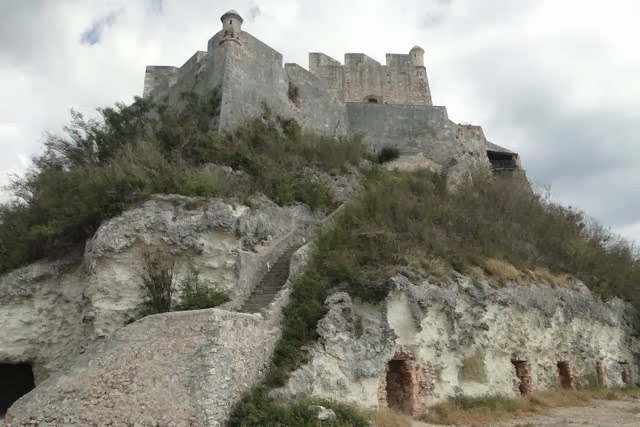
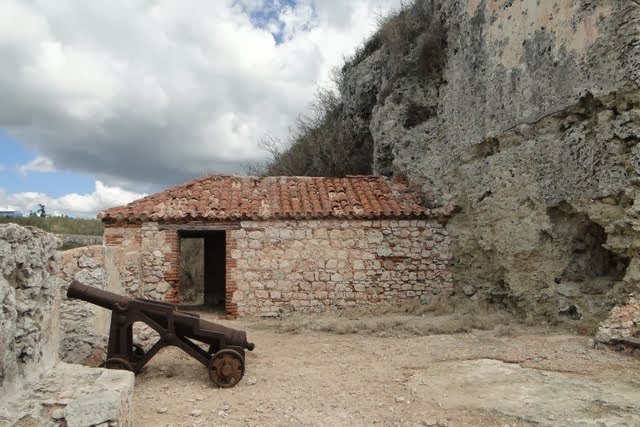
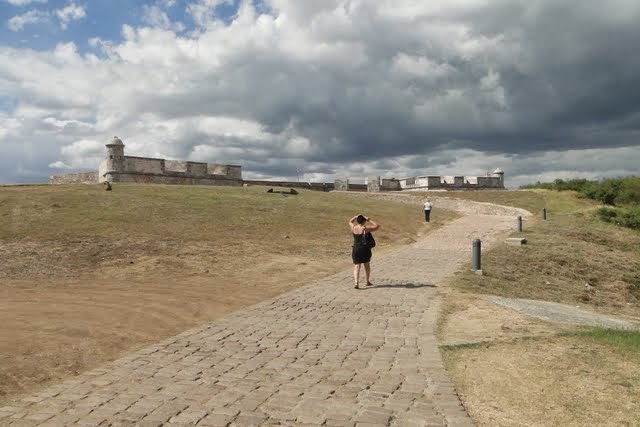

Au cours du XXe siècle, la citadelle est progressivement ruinée par le manque d'entretien, mais elle est restaurée dans les années 1960 par Francisco Prat Puig. La forteresse a été inscrite sur la liste du patrimoine mondial par l'UNESCO en 1997, citée comme exemple le mieux préservé et le plus complet d'architecture militaire hispano-américaine.